# Thomas Wen-I Liao
Thomas Wen-I Liao,, (en sinogrammes 廖文毅, né à Xiluo, district de Yunlin, Taïwan, en 1910 et mort à Taipei en 1986) est un pionnier du mouvement pour l'indépendance de Taïwan et chef suprême (ou président, 大统领) du « Gouvernement provisoire de la République de Taïwan » à Tōkyō, de 1956 à 1965.

## Études
En 1932, Liao part aux États-Unis pour faire des études universitaires. Il fait d'abord une maîtrise à l'université du Michigan et, en 1935, il obtient son doctorat en génie chimique de l'université de l'État de l'Ohio.

## Vie politique
En 1945, avec l'arrivée à Taïwan du gouvernement nationaliste à la fin de la Seconde Guerre mondiale, Liao est nommé à des postes de haut rang dans l'administration provinciale et de la ville de Taipei. En même temps, il est actif dans les cercles politiques et intellectuels. Il fonde, par exemple, l'Association pour la promotion de la conscience du peuple taïwanais (台湾民族精神振兴会) et l'Association constitutionnelle taïwanaise (台湾宪政会), ainsi que la revue Avant-Garde (前锋).
Parti à Hong Kong pour former, avec Xie Xuehong, la Ligue pour la réémancipation de Taïwan, Liao n'est pas à Taïwan au moment de l'incident du 28 février 1947, dont résultera l'instauration de la loi martiale par le gouvernement Guomindang. Il aboutit en 1950 à Tōkyō, où il lance le Parti pour l'indépendance démocratique de Taïwan. Il y établit en 1956 le « Gouvernement provisoire de la République de Taïwan », qui n'atteindra jamais de reconnaissance internationale. 
En 1965, Liao abandonne le mouvement et se rend au gouvernement nationaliste en échange de la libération de membres de sa famille condamnés à mort. Malgré les promesses non respectées d'un « poste politique important », il ne fera plus de politique après son retour à Taïwan.